# Pothyne laevifrons
Pothyne laevifrons là một loài bọ cánh cứng trong họ Cerambycidae.